# Erynia gigantea
Erynia gigantea är en svampart som beskrevs av Z.Z. Li, Z.A. Chen & Y.W. Xu 1990. Erynia gigantea ingår i släktet Erynia och familjen Entomophthoraceae.   Inga underarter finns listade i Catalogue of Life.